# Reticolo (prestomaco)

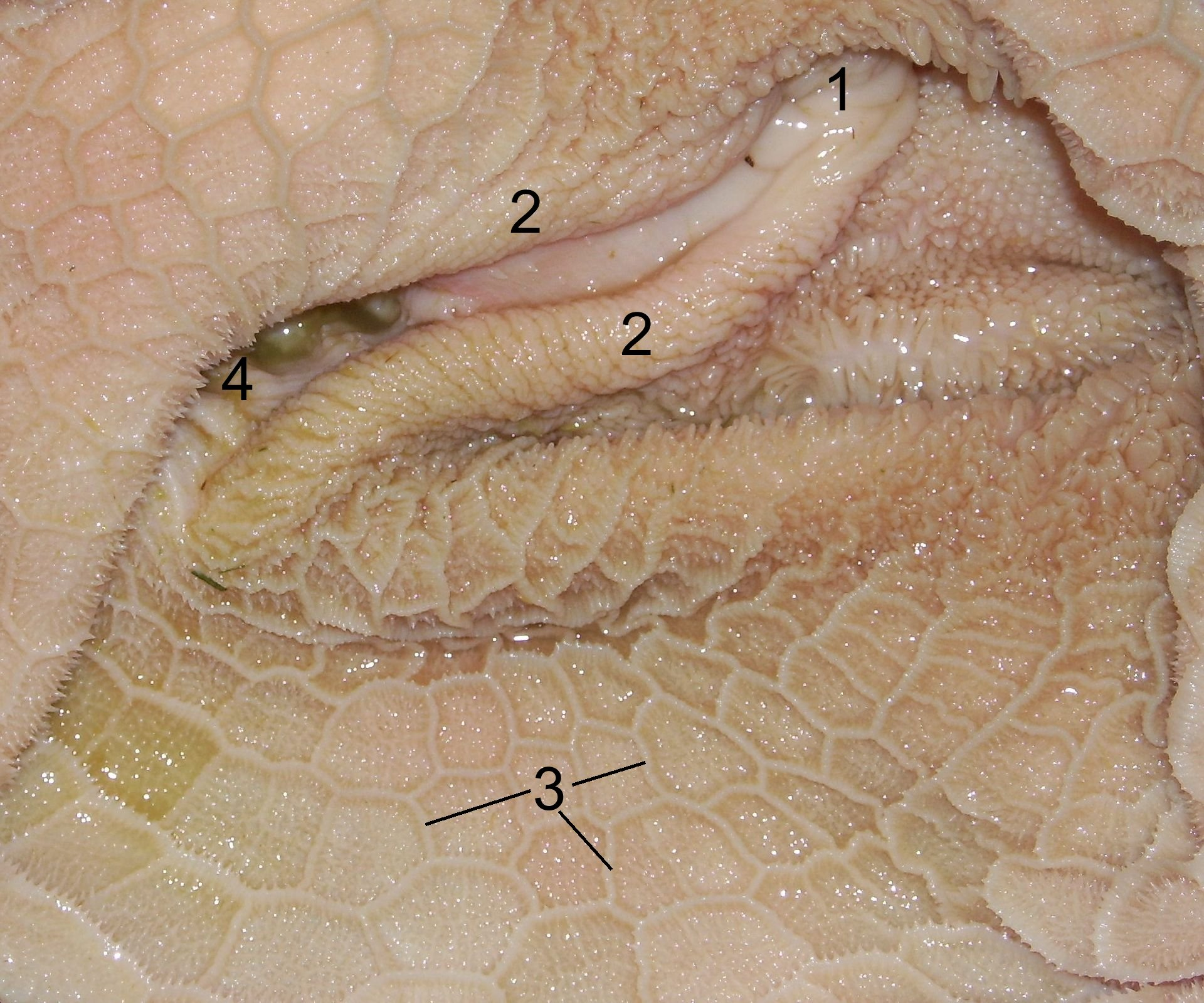
Immagine della superficie interna del reticolo. Notare le caratteristiche cellette reticolari.

Il reticolo, chiamato anche "cuffia" a causa della sua forma simile ad un pallone schiacciato, è il più piccolo tra i prestomaci dei ruminanti. Esso riceve lo sbocco dell'esofago e comunica ampiamente con il rumine con cui costituisce una unità funzionale (complesso reticolo-ruminale). Presenta sulla sua superficie interna una mucosa rilevata in creste che delimitano delle cellette (cellette reticolari) quadrate od esagonali, che ricordano la struttura di un favo. 
Il reticolo nel ruminante adulto ha un ruolo nella fermentazione, nel rimescolamento del materiale ingerito e nella ruminazione. In particolare sembra in grado di separare dalla massa fermentante le particelle più fini e destinabili alla prosecuzione nel tratto gastroenterico. 
Al limite tra reticolo e rumine è situato l'orificio reticolo-omasale tramite il quale queste particelle passano nell'omaso. 
Nel giovane ruminante è meno sviluppato, come del resto tutto il comparto prestomacale. La dieta quasi esclusivamente lattea non richiede comunque alcun tipo di fermentazione e il latte materno viene destinato direttamente allo stomaco ghiandolare grazie ad un organo chiamato doccia esofagea in grado di formare una connessione diretta tra l'esofago e l'abomaso.

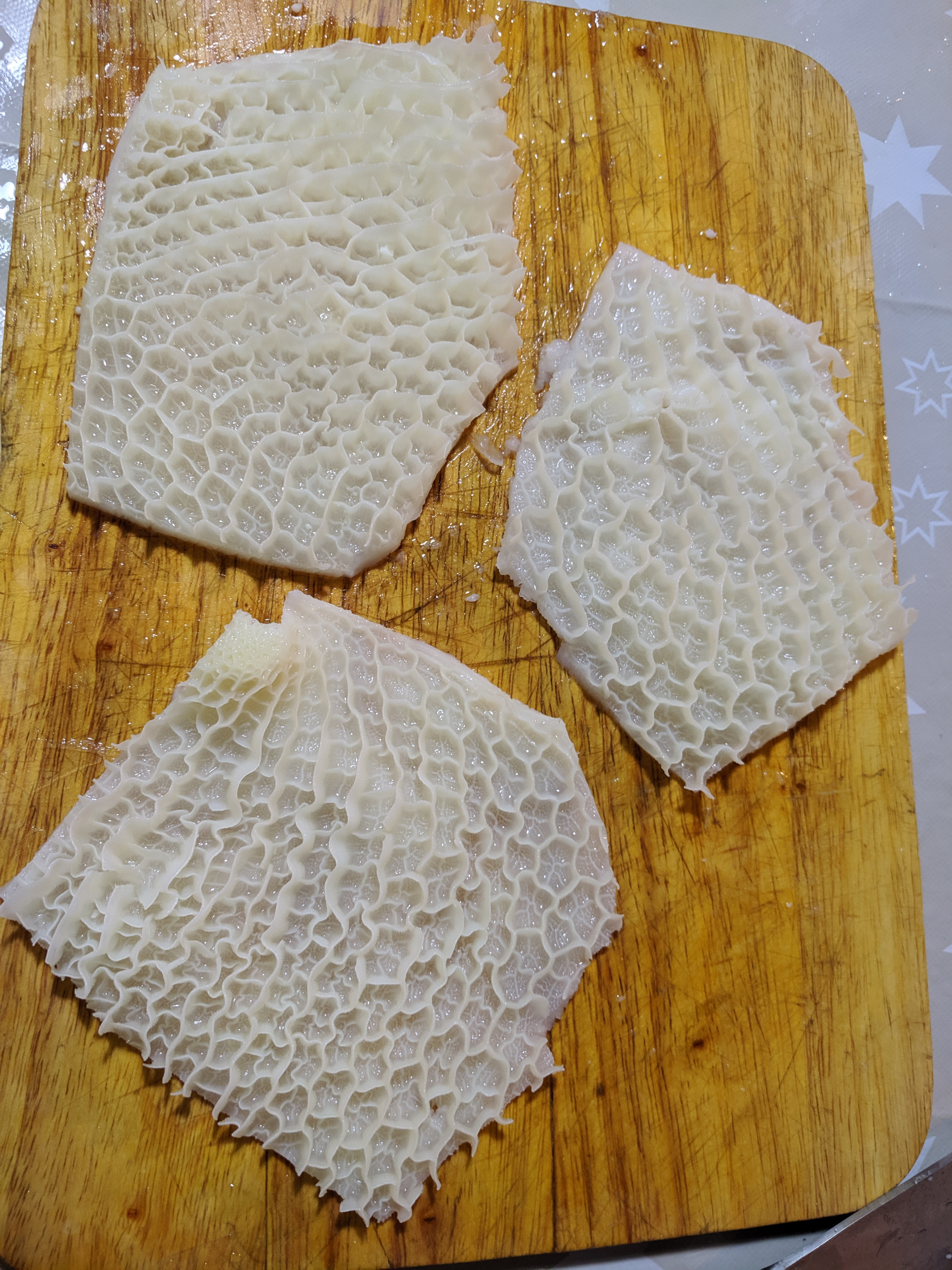
Particolare della struttura

## Derivazione embriologica
Il rumine-reticolo deriva embriologicamente dalla porzione caudale dell'intestino anteriore embrionale (porzione intraddominale). La prima fase di sviluppo di questa porzione è uguale a quella dei monogastrici (nei quali lo stomaco genererà da una dilatazione sacciforme). Da questa evaginazione, nella regione fundica si creerà un'ulteriore evaginazione che si svilupperà in direzione cranio-dorsale, a sinistra; questa evaginazione darà origine al rumine. Il reticolo originerà da una tasca caudo-ventrale di quest'evaginazione. Con l'enorme sviluppo fututro del rumine, che avverrà principalmente dopo lo svezzamento, il reticolo andrà a trovarsi, nell'animale adulto, cranio-ventralmente al rumine, dal quale sarà diviso dal solco rumino-reticolare.

## Patologia
Nei bovini è frequente la reticolite (o rumino-reticolite) da corpo estraneo: patologia caratterizzata dalla ingestione da parte dell'animale di oggetti acuminati (chiodi, fili di ferro) che vengono intrappolati dalle creste reticolari e in grado di penetrare nella parete dell'organo. Ciò origina una reticolite (processo infiammatorio del reticolo) in grado di evolvere a seconda dei movimenti del complesso prestomacale, dalla lunghezza, forma e direzione del corpo estraneo e di altri fattori concomitanti in una reticolo-peritonite (se la parete del reticolo viene trapassata), in una epatite (se il corpo estraneo trapassa anche nel fegato), in una frenite (se viene interessato il diaframma) e addirittura in una pleurite, polmonite, pericardite e miocardite se oltre al diaframma il corpo estraneo interessa rispettivamente le pleure, il polmone, il pericardio e il miocardio.

## Cucina
Il reticolo, in macelleria, fa parte della trippa.

## Chirurgia
- Rumino-reticolite
- Pericardite da corpo estraneo